# Tysslinge kyrka
Tysslinge kyrka är en kyrkobyggnad i Tysslinge i Strängnäs stift. Den är församlingskyrka i Tysslinge församling.

## Kyrkobyggnaden
De äldsta delarna av kyrkan, tornet, vapenhuset och sakristian var från början medeltida, troligen från 1100-talet. På 1600- och 1700-talen utvidgades kyrkan, men den raserades år 1823, varvid kyrkan omdanades nästan fullständigt till en Karl Johanskyrka.
Greve Erik von Stockenström (1703-1790) är begravd i kyrkan, liksom direktören i Ostindiska kompaniet, Erik von Stockenström (d. 1788). De var bägge delägare i Garphytte bruk.

## Inventarier
Altaruppsatsen är i senbarock, en efterbildning efter David Klöcker Ehrenstrahl. Det fristående altaret och sedilian är ritade av Jerk Alton. Predikstolen är från 1763 och försedd med ett timglas, skänkt till församlingen 1776 i samband med Gustav IV Adolfs födelse. Två dopfunter finns, en av trä från 1600-talet, och en av kalksten, skänkt till kyrkan 1953.

## Orgel
- 1789 bygger Pehr Strand, Stockholm en orgel med 5 stämmor.
- 1881 bygger E. A. Setterquist & Son, Örebro, en orgel med 8 stämmor och en manual. Orgeln började användas juldagen 1881.[1]
- Den nuvarande orgeln är byggd 1940 av Olof Hammarberg, Göteborg. Orgeln är pneumatisk och har automatisk pedalväxling. Två fria och en fast kombination finns, samt registersvällare.
- 1982 renoverades och omdisponerades orgeln av Gunnar Carlsson, Borlänge.

| Huvudverk I   | Svällverk II      | Pedal         | Koppel   |
| Principal 8´  | Rörflöjt 8´       | Subbas 16´    | I/P      |
| Rörflöjt 8´   | Spetsflöjt 4´     | Kvintadena 8´ | II/P     |
| Oktava 4´     | Nasard 2 2/3´     |               | II/I     |
| Gemshorn 2´   | Principal 2'      |               | I 4'/I   |
| Mixtur 4 chor | Ters 1 3/5'       |               | II 16'/I |
|               | Scharf 3 chor     |               | II 4'/I  |
|               | Krumhorn 8'       |               | I 4'/P   |
|               | Tremulant         |               |          |
|               | Crescendosvällare |               |          |

### Kororgel
- 1967 byggde Anders Perssons Orgelbyggeri en kororgel med fem stämmor. Den flyttades 1971 till Hällabrottets kyrka, Kumla. Orgeln finns numera i Hallsbergs Missionskyrka.